# Đảo U Thant

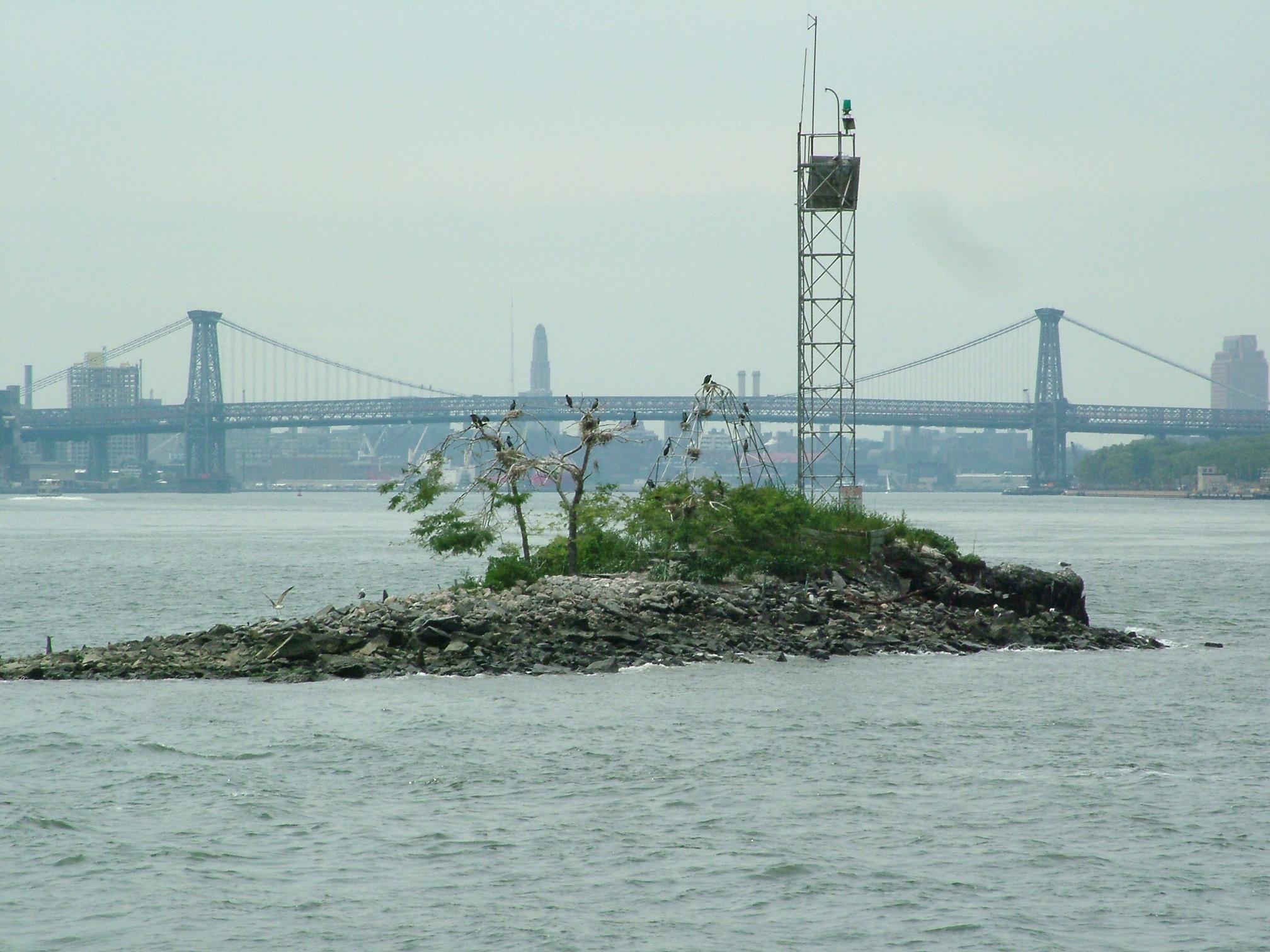
Đảo U Thant nhìn từ phía bắc, với cây Cầu Williamsburg ở phía sau

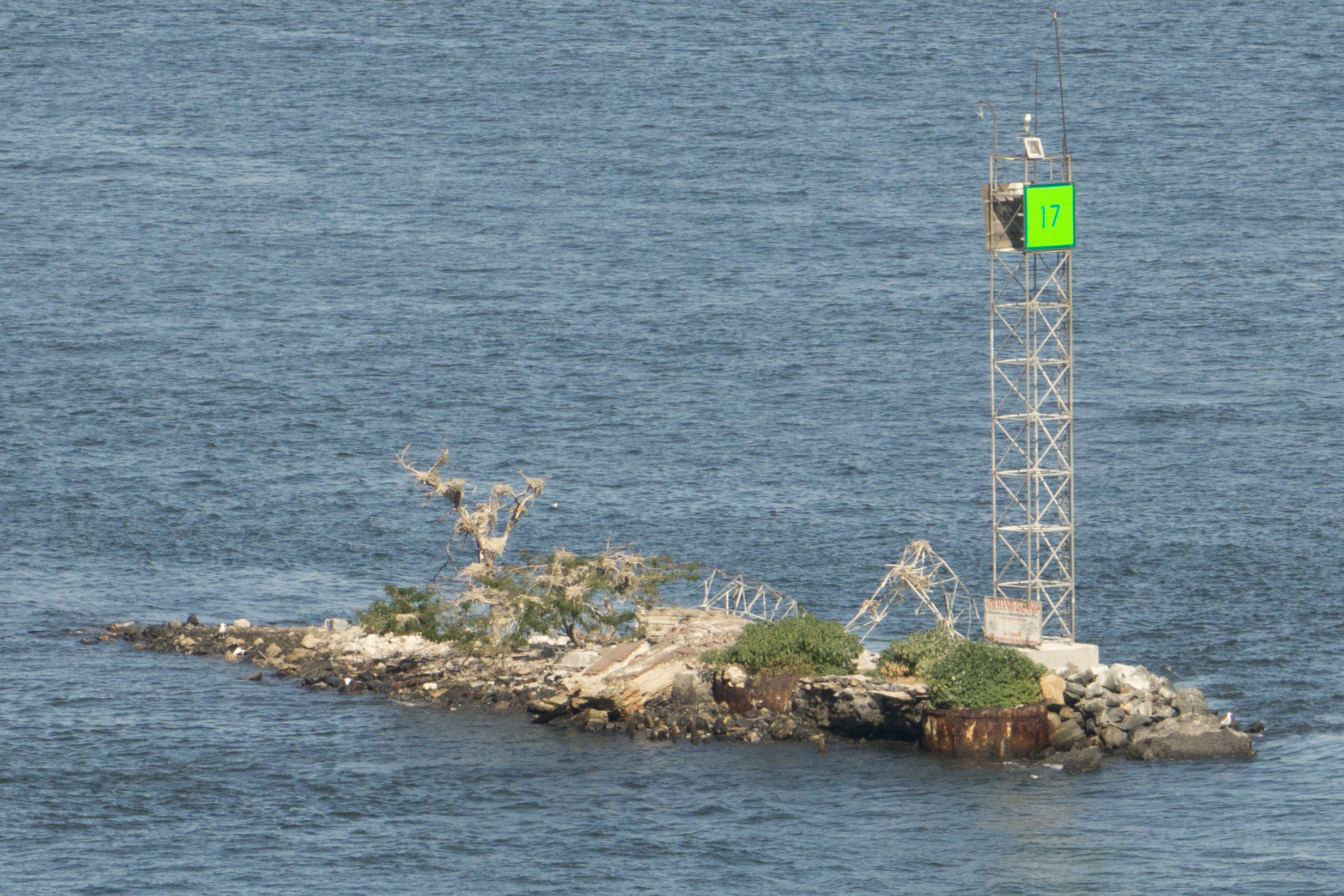
Đảo U Thant nhìn từ phía tây-tây nam

Đao U Thant (tên chính thức là Đảo Belmont) là một đảo nhân tạo nhỏ ở quận Manhattan của Thành phố New York. Hòn đảo rộng 100 nhân 200 foot (30 nhân 61 m) này, được tạo ra trong quá trình xây dựng Hầm Steinway, là hòn đảo nhỏ nhất tại Manhattan.

## Vị trí và quản lý
Hòn đảo nhân tạo này có kích thước 100 nhân 200 foot (30 nhân 60 m) và nằm trên dòng Sông Đông, phía nam Đảo Roosevelt. Nó nằm giữa Trụ sở Liên Hợp Quốc tại Phố 42 và Công viên Quốc gia Gantry Plaza ở Thành phố Long Island và về mặt luật pháp là một phần của quận Manhattan.
Hòn đảo nhỏ này được quản lý bởi Sở Công viên và Giải trí Thành phố New York và hiện đang được bảo vệ như một khu bảo tồn cho các loài chim di cư, bao gồm một vùng nhỏ của loài Phalacrocorax auritus. Công chúng không được tiếp cận đảo. Vùng ám tiêu trong vùng nước bao quanh đảo khiến đây là nơi phổ biến cho tàu thuyền đánh bắt cá vược sọc.

## Lịch sử

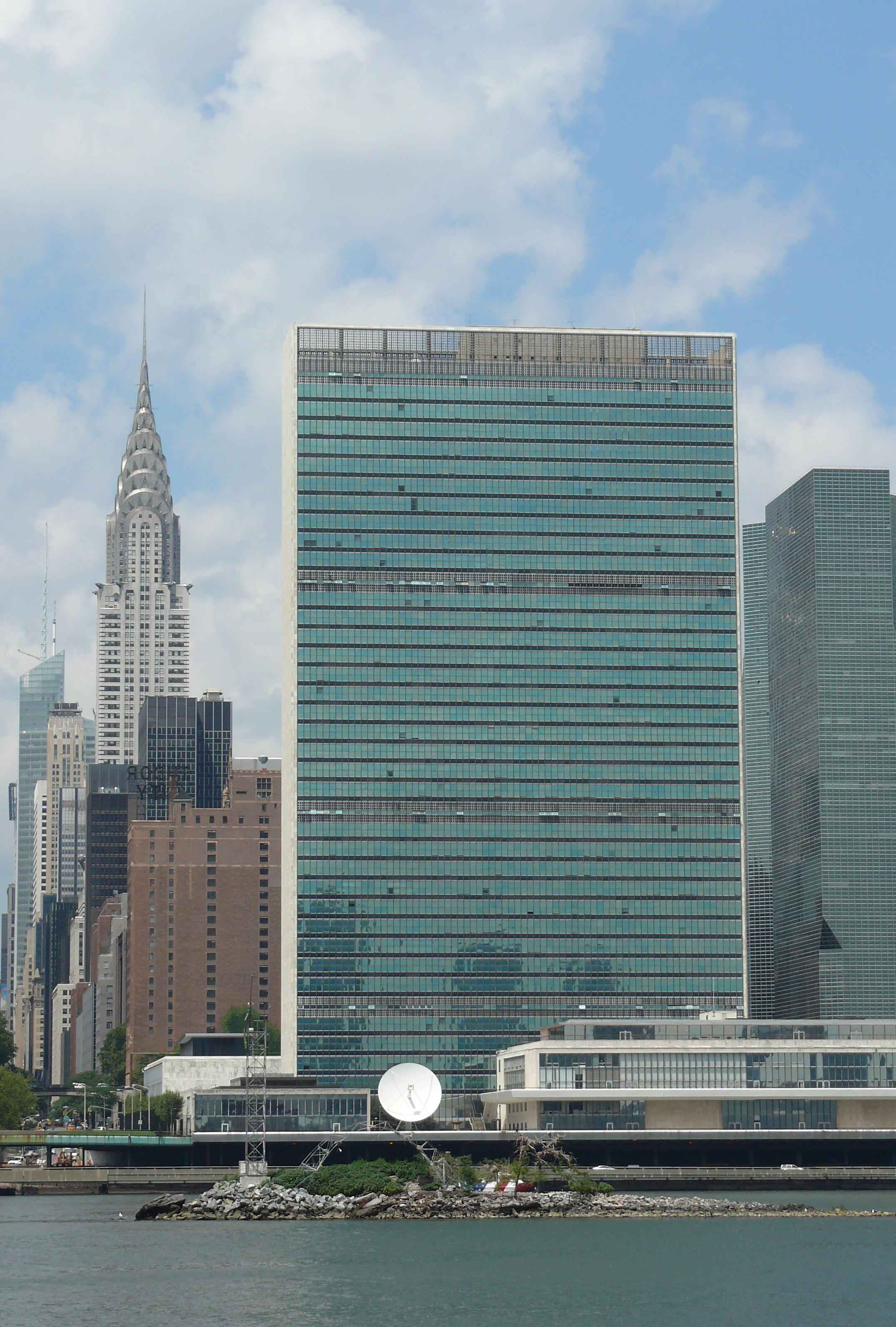
Tòa nhà Chrysler và LHQ, với Đảo U Thant ở phía trước

Vào thập niên 1890, William Steinway cho xây dựng hai đoạn Hầm Steinway cho các xe đẩy bên dưới Sông Đông đi từ Manhattan tới thị trấn mà ông sở hữu hầu hết cửa hàng và nhà cửa, Làng Steinway ở Astoria, Queens. Khi thi công, một thợ đào hầm đã đào vào phần đá granite trồi lên được biết đến với tên Man-o'-War Reef để tới được phần đất thừa mà hầm tạo ra, tạo thành một hòn đảo nhỏ. Steinway qua đời trước khi hầm được hoàn thành, và nhà tài phiệt August Belmont Jr. tiếp tục hoàn thành dự án vào năm 1907. Đảo Belmont, đặt tên theo nhà tài phiệt, trở thành tên chính thức cho hòn đảo. Hai đường hầm đi ngay bên dưới đảo vẫn còn đang được dùng bởi Tuyến IRT Flushing, và nay là một phần của hệ thống Tàu điện ngầm Thành phố New York.
Năm 1977, hòn đảo được một nhóm gọi là Peace Meditation tại Liên Hợp Quốc mua lại, gồm các nhân viên tại Trụ sở Liên Hợp Quốc và các môn đệ của bậc thầy tâm linh Ấn Độ Sri Chinmoy, từng là tuyên úy đối thoại liên tôn giáo ở đó. Họ mua lại hòn đảo từ bang New York, xanh hóa bề mặt bằng cỏ, và đổi tên hòn đảo một cách không chính thức theo tên cựu Tổng Thư ký Liên Hợp Quốc người Miến Điện U Thant, một người bạn của Chinmoy. Mặc dù không phải tên chính thức, Đảo U Thant trở thành tên thông thường cho hòn đảo này. Trên đảo người ta còn đặt một chiếc "mái vòm hòa hợp", lưu giữ lại những vật dụng cá nhân của người được đặt tên cho hòn đảo.
Năm 1999, The New York Times Magazine tổ chức một cuộc thi quốc tế thiết kế một hộp chứa thời gian nhằm bảo quản các hiên vật cho tương lai. Một sản phẩm dự thi của Caples Jefferson Architects đề xuất xây dựng một chiếc cột đá granite trên Đảo U Thant dần dần sẽ tan rã ra, để lại chiếc hộp chứa thời gian vào cuối thế kỷ 30.
Trong Đại hội Toàn quốc Đảng Cộng hóa 2004, họa sĩ và nhà làm phim địa phương Duke Riley, người đã từng đi tới nhiều hòn đảo bỏ hoang xung quanh khu vực Thành phố New York, chèo một chiếc thuyền cùng một người bạn lên đảo giữa đêm tối, tuyên bố chủ quyền riêng của mình với đảo và kéo lên một lá cờ dài 21 foot (6,4 m) vẽ hai con lươn điện từ tòa tháp điều hướng của đảo. Lúc trở về ban sáng, họ bị Tuần duyên Hoa Kỳ tóm được nhưng không bị bắt. Toàn bộ sự việc được ghi lại trong bộ phim của Riley có tựa đè Belmont Island (SMEACC).